# 遮蔽道

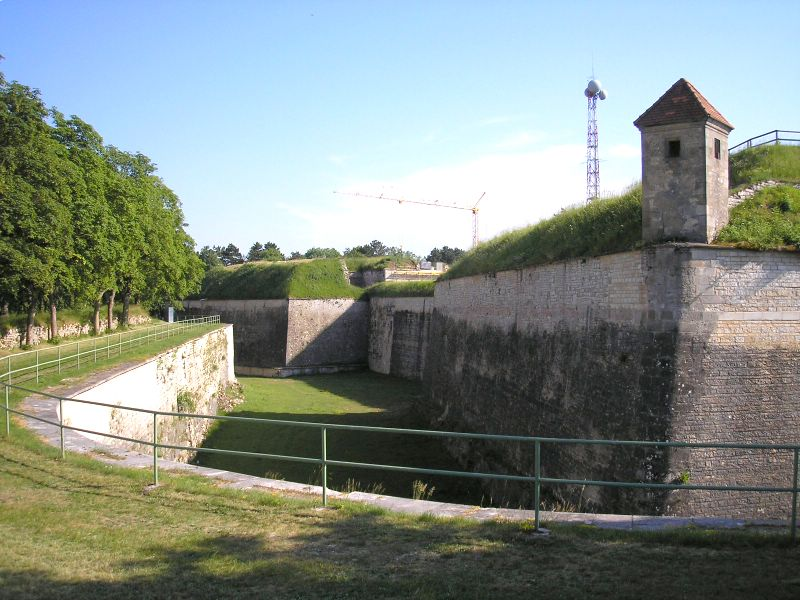
中部フランケン地方（ドイツ）・ヴァイセンブルク近郊のヴュルツブルク要塞の遮蔽道（手前と左側の緑地の部分）。その基底部の白い壁がコントルエスカルプ（城壁の対岸部にある堀の外縁壁）。

要塞の断面図。B:斜堤、C:遮蔽道（コントルエスカルプの上部)、D:堀、F:城壁、H:城内

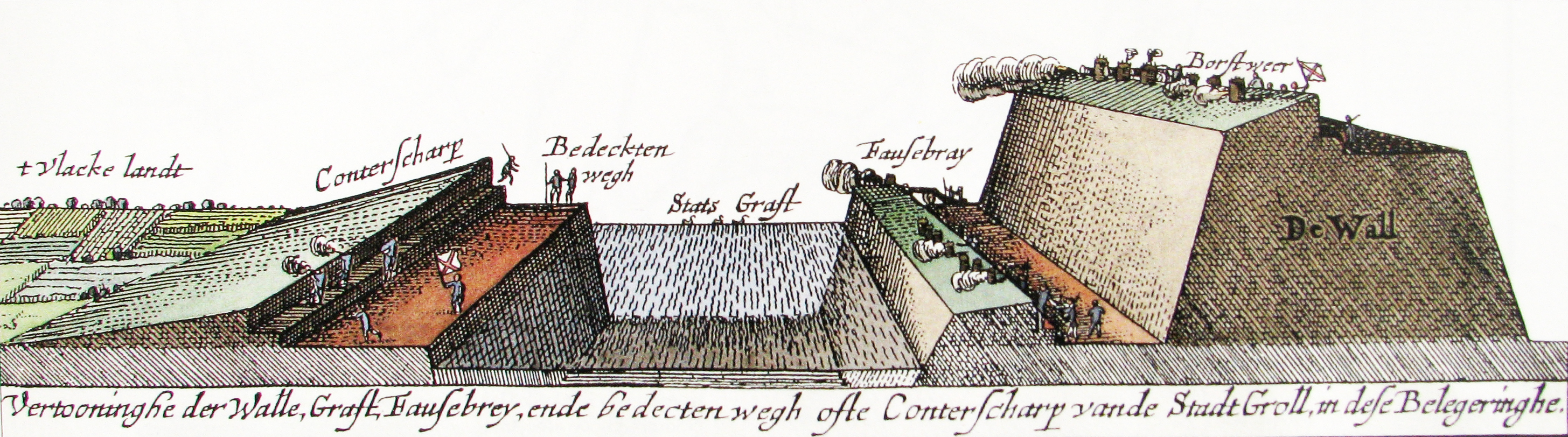
1627年オランダの要塞の模式図。左から、斜堤、遮蔽道（コントルエスカルプの上部）、堀、城壁（右端の高い壁）

遮蔽道（しゃへいどう、英語: covertway、ドイツ語: gedeckter Weg、フランス語: chemin couvert、イタリア語: strada coperta）は近世ヨーロッパの星形要塞タイプの要塞建築の用語。要塞の城壁を取り囲む堀において、城壁から見て対岸部に位置する外縁壁（コントルエスカルプ）の上部に設置された幅広の通路を指す。

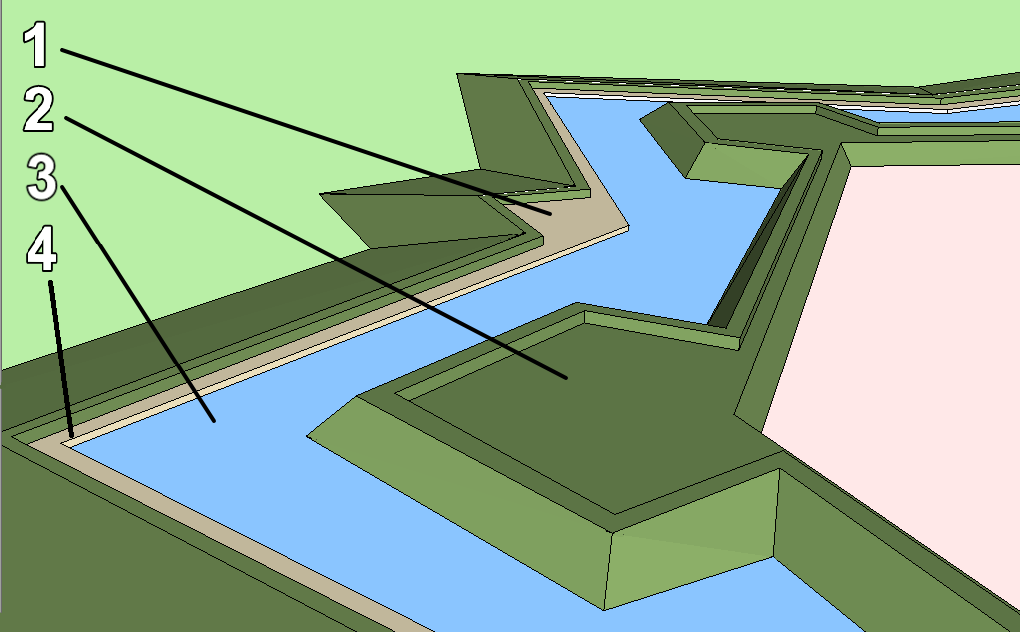
遮蔽道の模式図:
1.武器保管スペース
2.稜堡
3.堀
4.遮蔽道：堀と斜堤（外側の深緑色の空間）の間の通路。堀の外縁壁（コントルエスカルプ）の上部に相当する。

## 構造
遮蔽道は通常、城壁・堀を一周して取り囲む形で設置され、堀の外側に広がる斜堤の土盛りにより敵の砲撃から守られた空間となっていた。星形の凹部には、外側へ三角形に突き出た小さなスペースが設けられ、武器の保管スペースとして利用された。このスペースの元来の設置目的としては、要塞外へ攻撃を仕掛ける際に兵力の結集地点としての活用が想定されていたものである。このスペースからは、堀の外側へ向けて三角形の凸型を突き出し、凹型と合わせて菱形を形成しており、ここに石造りや木造の小屋が設置され、戦時の戦闘に備えて大砲や銃器が置かれていた。
城内から遮蔽道へは、城壁に切れ目を付けるか、隠し戸を設けて城内からの出口とし、堀の上に橋を渡すか、堤を設けて渡れるようになっていた。堀の底部から外縁壁（コントルエスカルプ、仏: contrescarpe、英: counterscarp、独: Kontreskarpe）上へ昇るには、階段やはしごが使われた。堀の外側の斜堤空間へは、斜堤の土盛りに切れ目（フランス語で「出口」の意味のSortie <ソルティ>）を付けて遮蔽道から出ることができた。

## 用途
遮蔽道は以下のように多岐に渡る用途に活用された。
- 敵の砲撃から守られた通路を堀の対岸部に設けることにより、要塞の外側を一周して兵力・武器を移動させることが可能になった。
- 堀の外縁に最前線の監視場所を確保できた。
- 要塞外へ打って出る反撃時に兵力の結集と武器の集結地点として利用できた。
- 人工的な障害物を撤去して一時的な収容スペースとして活用できた。
- 斜堤の土盛りが胸壁代わりとなり、斜堤上に広がる空間に対して低い位置からの砲撃・射撃が可能になった（城壁の高い位置からの攻撃とは別に）。

城壁外に設置された堡塁設備（三角堡、半月堡、角堡など）には、上述のように敵の砲撃から守られた遮蔽道が設けられることはなかったが、幅1 - 2メートル程度の狭い通路が設備を一周する形で設置され、監視に使われたり、戦時に守備隊が陣取る前衛地点として利用されたりした。